# Assedio del castello di Stirling
L'assedio del castello di Stirling è uno dei numerosi cambi di mano della fortezza di Stirling, sul fiume Forth da parte degli eserciti inglesi e scozzesi durante le guerre di indipendenza scozzesi.

## Assedio del 1304
Dopo la sconfitta di William Wallace alla battaglia di Falkirk del 1298, Edoardo I impiegò sei anni per ottenere il pieno controllo della Scozia. L'unica roccaforte che ancora resisteva alla forza inglese era il castello di Stirling. Equipaggiato di dodici armi d'assedio, l'esercito inglese attaccò la fortezza nell'aprile 1304. Per quattro mesi il castello fu bombardato da palle di piombo e di pietra, fuoco greco, ed addirittura una sorta di mistura di polvere da sparo. Edoardo I ebbe a disposizione zolfo e salnitro, componenti trasportati direttamente dall'Inghilterra.
Impaziente per la lentezza dei progressi, Edoardo ordinò al suo capo ingegnere, James of Saint George di cominciare a lavorare su una nuova potente arma d'assedio chiamata Warwolf. La guarnigione scozzese di 30 uomini guidata da Sir William Oliphant si arrese già il 24 luglio ma Edoardo rifiutò di accettare la resa fino a che l'enorme trabucco non fosse testato.
Nonostante le minacce precedenti, Edoardo risparmiò tutti gli scozzesi presenti nel castello e giustiziò soltanto un cavaliere inglese che aveva in precedenza ceduto il castello ai nemici. Sir William Oliphant fu imprigionato nella Torre di Londra.